# Cyril Gill
Cyril William Gill, né le 21 avril 1902 à Holland Park et mort le 1er septembre 1989 sur l'île de Jersey, est un athlète britannique spécialiste du sprint. Il était affilié au Polytechnic Harriers.

## Biographie

### Palmarès
| Date | Compétition           | Lieu      | Résultat | Performance |
| ---- | --------------------- | --------- | -------- | ----------- |
| 1928 | Jeux olympiques d'été | Amsterdam | 3e       | 41 s 8      |

### Records
| Épreuve    | Performance | Lieu | Date |
| ---------- | ----------- | ---- | ---- |
| 100 mètres | 10 s 8      |      | 1926 |
| 200 mètres | 21 s 8      |      | 1928 |